# 改则雪灵芝
改则雪灵芝（学名：Arenaria gerzeensis）是石竹科无心菜属的植物，是中国的特有植物。分布在中国大陆的西藏等地，生长于海拔4,500米至4,700米的地区，常生长在高山草甸草原，目前尚未由人工引种栽培。